# 奥恩河畔梅尼勒于贝尔
奥恩河畔梅尼勒于贝尔（法語：Ménil-Hubert-sur-Orne，法語發音：[menil ybɛʁ syʁ ɔʁn] ⓘ）是法国奥恩省的一个市镇，位于该省西北部，属于阿让唐区。

## 地理
奥恩河畔梅尼勒于贝尔（48°51'9"N, 0°24'47"W）面积10.68 平方千米，位于法国诺曼底大区奧恩省，该省份为法国西北部内陆省份，北起顺时针与卡爾瓦多斯省、厄尔省、厄尔-卢瓦省、萨尔特省、马耶讷省和芒什省接壤。
与奥恩河畔梅尼勒于贝尔接壤的市镇（或旧市镇、城区）包括：勒梅尼勒维勒芒、蓬杜伊、卡昂、拉朗德圣西梅翁、奥恩河畔圣菲尔贝、阿蒂斯-瓦勒德鲁夫尔。

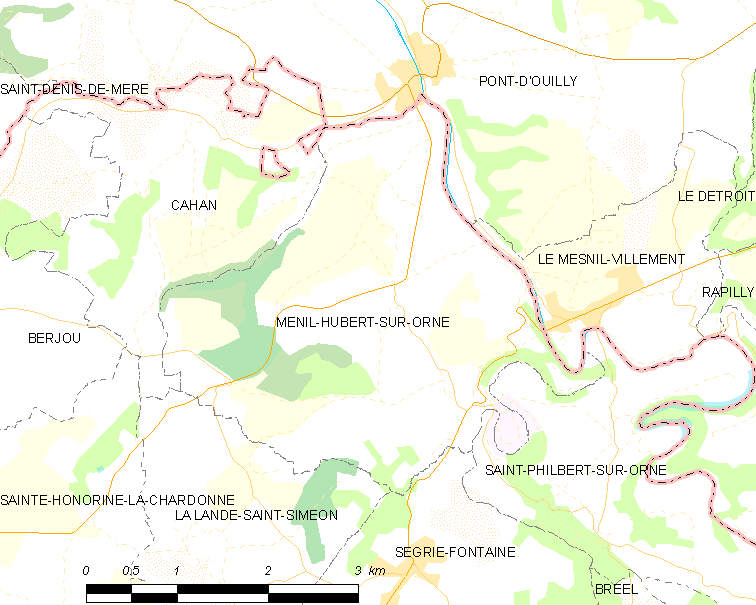
奥恩河畔梅尼勒于贝尔的OSM定位图

奥恩河畔梅尼勒于贝尔的时区为UTC+01:00、UTC+02:00（夏令时）。

## 行政
奥恩河畔梅尼勒于贝尔的邮政编码为61430，INSEE市镇编码为61269。

## 政治
奥恩河畔梅尼勒于贝尔所属的省级选区为阿蒂斯-瓦勒德鲁夫尔县。

## 人口

1962-2008年间奥恩河畔梅尼勒于贝尔人口变化图示

奥恩河畔梅尼勒于贝尔于2022年1月1日时的人口数量为487人。